# 吳濱
吳濱（？—？），贵州贵阳人，清朝政治人物。举人出身。
同治四年（1865年），擔任清朝廣州府新安縣知縣。后由李海樓接任。